# Projecte Stormfury

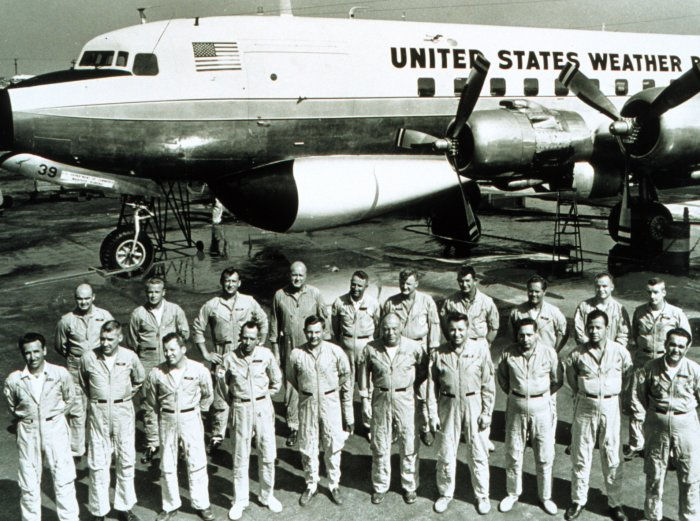
Fotografia de l'equip i el personal del projecte Stormfury de 1966.

El projecte Stormfury va ser un intent de debilitar els ciclons tropicals per mitjà de la sembra de núvols amb iodur d'argent mitjançant el vol d'avions. El projecte va ser dut a terme pel govern dels Estats Units entre el 1962 i el 1983.
La hipòtesi era que el iodur d'argent causaria que l'aigua subfusionada de la tempesta es congelés, interrompent l'estructura interna de l'huracà. Això va conduir a la sembra de diversos huracans atlàntics. Tanmateix, més endavant es va veure que la hipòtesi era incorrecta. En realitat, es va determinar que gran part dels huracans no contenia suficient aigua subfusionada perquè la sembra de núvols fos eficaç. Addicionalment, els investigadors van descobrir que els huracans no sembrats sovint patien els mateixos canvis estructurals que s'esperaven dels huracans sembrats. Aquest descobriment va posar en qüestió els èxits del projecte Stormfury, ara que els canvis observats responien a una explicació natural.
L'últim vol experiment va ser el 1971, a causa de la manca de tempestes candidates i dels canvis en la flota de NOAA. Més d'una dècada després de l'últim experiment de modificació, el projecte Stormfury va ser oficialment cancel·lat. Malgrat no complir l'objectiu de reduir la destructivitat dels huracans, el projecte Stormfury no va ser en va. Les dades observacionals i les investigacions del cicle de vida del ciclons recollides en el programa Stormfury van ajudar a perfeccionar les prediccions meteorològiques dels moviments i la intensitat dels huracans veniders.

## Hipòtesi

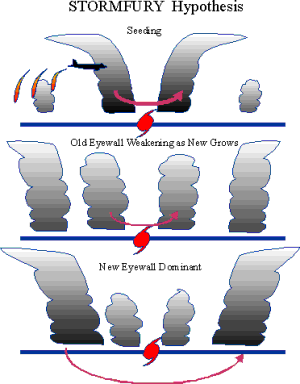
El funcionament de la hipòtesi del projecte Stormfury.

La sembra de núvols va ser tractada per primer cop per Vincent Schaefer i Irving Langmuir. Després de presenciar la creació de cristalls de gel artificials, Langmuir es convertia en un defensor entusiasta de la modificació del temps. Schaefer va trobar que quan llençava gel sec aixafat en un núvol, la precipitació resultant era en forma de neu.
Pel que fa a huracans, es va hipotetitzar que al sembrar la zona al voltant del mur de l'ull amb iodur d'argent, s'alliberaria calor latent. Això promouria la formació d'un mur de l'ull nou. Com aquest nou mur de l'ull seria més gran que el mur de l'ull antic, els vents del cicló tropical es debilitarien a causa de la reducció del gradient de pressió. Fins i tot, una reducció menor de la velocitat dels vents d'un huracà podria ser beneficiosa; com el dany potencial d'un huracà augmenta com més gran és la velocitat del vent en una zona, una lleugera disminució de la velocitat del vent provocaria una gran disminució en la destructivitat del cicló.
A causa dels esforços de Langmuir i de la investigació de Schaefer per a la General Electric, el concepte d'utilitzar la sembra de núvols per debilitar huracans va prendre impuls. En efecte, Schaefer va provocar una gran tempesta de neu mitjançat la sembra d'un núvol el 20 de desembre de 1946. Això va fer que la GE abandonés per raons legals. Schaefer i Langmuir van ajudar al servei militar dels EUA com a assessors per al projecte Cirrus, el primer gran estudi de física dels núvols i modificació del temps. El seu objectiu principal va ser intentar debilitar els huracans.

## Projecte Cirrus
El projecte Cirrus va ser el primer intent de modificar un huracà. Hi va col·laborar la corporació General Electric, el Cos de Transmissions de l'exèrcit dels Estats Units d'Amèrica, l'Oficina de Recerca Naval i la Força Aèria dels Estats Units d'Amèrica. El 13 d'octubre de 1947, després de diversos preparatius i amb l'escepticisme inicial dels científics governamentals, es va realitzar el primer intent per modificar un huracà, quan l'Huracà Nine es dirigia d'oest a est i mar endins.
Un avió va sobrevolar al llarg de les bandes de pluja i va deixar caure gairebé 36 quilograms de gel sec aixafat als núvols. L'equip va informar d'una "modificació pronunciada en la coberta del núvol sembrat". Es desconeix si aquell fet va ser a causa de la sembra. Seguidament, l'huracà va canviar la direcció i va fer recalada prop de Savannah (Geòrgia). L'opinió pública va culpar el sembrat, i Irving Langmuir va defensar que els canvis havien estat provocat per la intervenció humana. El projecte Cirrus va ser anul·lat, i van ser amenaçats amb litigis. Només el fet que un sistema a la temporada de 1906 havia seguit una trajectòria similar, així com l'evidència que la tempesta ja havia començat a girar quan el sembrat va començar, van acabar amb els litigis. Aquest desastre va retardar la causa del sembrat d'huracans durant onze anys.

## Entre els projectes

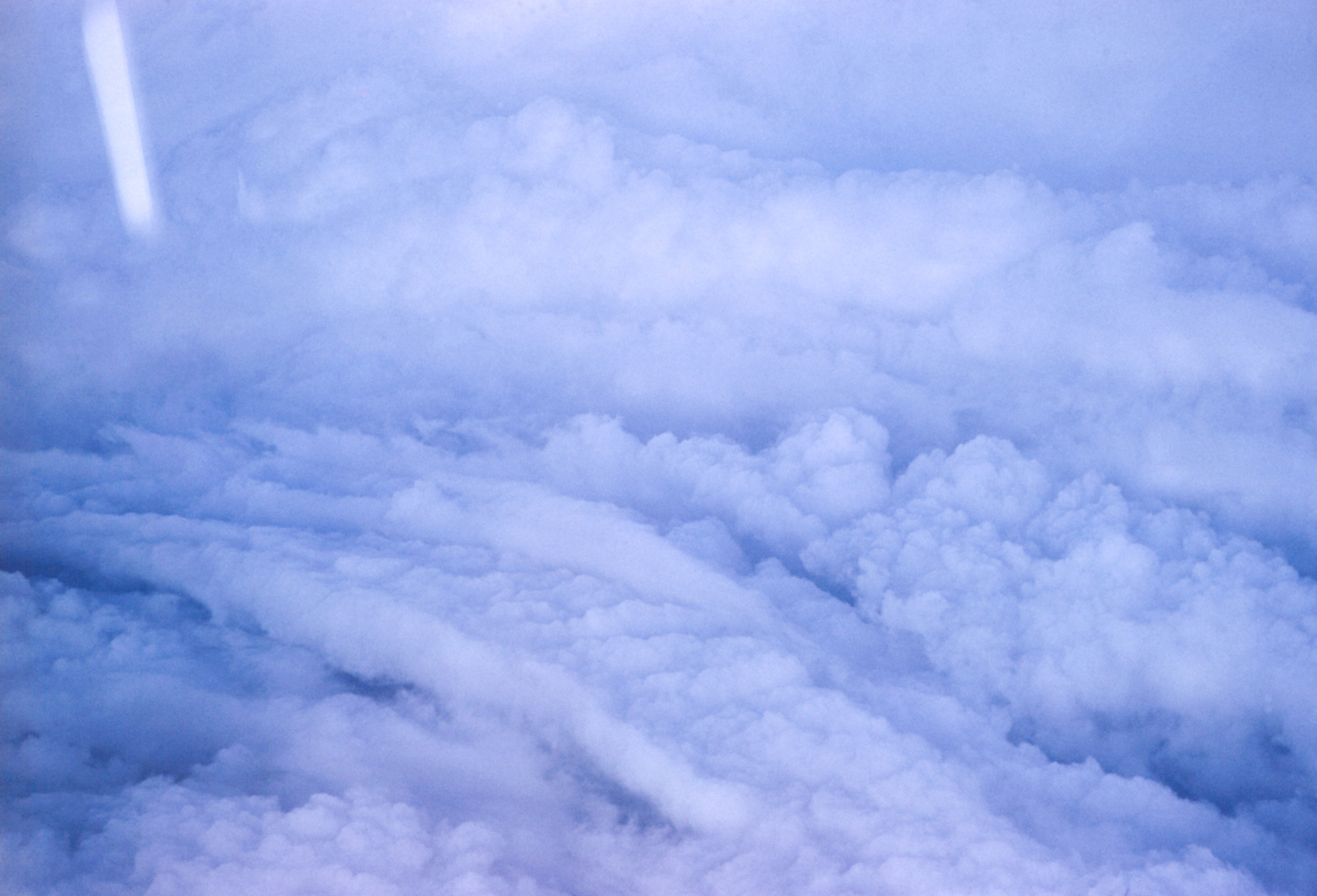
Ull de l'Huracà Esther.

El Projecte Nacional de Recerca d'Huracans (PNRH o NHRP) del Servei Nacional de Meteorologia estatunidenc, fundat el 1955, tenia fixat com un dels seus objectius investigar la validesa científica de les tècniques de modificació d'huracà. Per a aquesta finalitat, els dispensadors de iodur d'argent van ser provats en l'huracà Daisy l'agost de 1958. Com que els volants es van desplegar fora del mur de l'ull de l'huracà, aquest es va convertir més aviat en una prova de funcionament més que un experiment de modificació. L'equipament va funcionar malament en tots els vols excepte en un d'ells, i no es van poder extreure dades concloents.
El primer experiment de sembrat des del desastre de Cirrus es va realitzar el 16 de setembre de 1961 a l'huracà Esther per la NHRP i pels avions de la Marina estatunidenca. Vuit cilindres de iodur d'argent es van deixar caure al mur de l'ull d'Esther, i els vents registrats van disminuir un 10 per cent. L'endemà, es van repetir de nou vols de sembra. Aquesta vegada, el iodur d'argent no va caure a l'ull i no es va registrar cap reducció en la velocitat del vent. Els dos resultats d'aquest experiment es van interpretar com un "èxit".
Els sembrats de l'huracà Esther van conduir a l'establiment del projecte Stormfury el 1962. El projecte Stormfury va ser impulsat pel Departament de Comerç i de la Marina dels Estats Units d'Amèrica.

## Projecte Stormfury
El projecte Stormfury seguia unes quantes directrius a l'hora de seleccionar quins ciclons sembrar. Hi havia d'haver menys del 10 per cent de possibilitats que l'huracà s'acostés a terra habitada en un dia vista; havia d'estar en el radi d'abast de l'aeronau de sembra; i havia de ser un cicló bastant intens amb un ull ben definit. L'efecte primordial d'aquests criteris va ser que la selecció d'objectius per sembrar fossin extremadament rars.
No es va formar cap tempesta adequada durant la temporada de 1962. L'any següent, Stormfury va començar a experimentar en núvols cumulus. Des del 17 al 20 d'agost d'aquell any, es va experimentar en 11 núvols diferents, dels quals sis van ser sembrats i cinc van ser de control. En cinc dels sis núvols sembrats, els canvis observats eren coherents amb les hipòtesi en estudi.
El 23 d'agost de 1963, l'Huracà Beulah va ser el següent objectiu. Tenia un mur de l'ull poc clar. A més a més, es cometeren equivocacions com que les sembres de iodur d'argent eren deixades caure en llocs equivocats. Conseqüentment, no hi va haver canvis. L'endemà, es va fer un segon intent, i el sembrat va complir els seus objectius. Es va observar com el mur de l'ull es va enfonsar i es va reemplaçar per un altre mur de l'ull amb un radi més gran. Els vents sostinguts també van disminuir un vint per cent. En general, els resultats de l'experiment amb Beulah van ser "encoratjadors però inconclusius."
Durant els sis anys posterior a Beulah, no es van sembrar cap més tempesta per raons diverses. El 1964, l'equip de mesura i observació no estava preparat per ser utilitzat. L'any següent, tots els vols tenien com a objectiu l'experimentació addicional en núvols no d'huracans.
L'agost de la temporada d'huracans de l'Atlàntic de 1965, els meteoròlegs de Stormfury van decidir que l'huracà Betsy era un bon candidat per ser sembrat, tanmateix la tempesta immediatament s'acostava massa cap a terra, i l'1 de setembre, els vols planificats van ser anul·lats. Per alguna raó, la premsa no va ser informada que el sembrat s'havia cancel·lat, i uns quants diaris van publicar que s'havia començat el sembrat. Alhora que Betsy va passar a la vora de Bahames i va colpir al sud de Florida, l'opinió pública i el congrés pensaven que el sembrat estava en curs i van culpar al projecte Stormfury. Els oficials del projecte Stormfury van necessitar dos mesos per convèncer el congrés que Betsy no havia estat sembrat i que els permetés continuar amb el projecte. Un segon candidat, huracà Elena| es va quedar massa mar endins.
Després de Betsy, van haver dos huracans més que van estar a prop de ser sembrats. L'huracà Faith se'l va considerar un candidat possible, però es va situar fora del radi d'acció dels avions de sembra. Aquell mateix any, es van dur a terme vols de reconaixament a l'huracà Inez, però cap d'ells va ser de sembra. Tant la temporada de 1967 com la del 1968 van romandre inactives, i conseqüència, no hi va haver cap objectiu adequat per a ser sembrat.

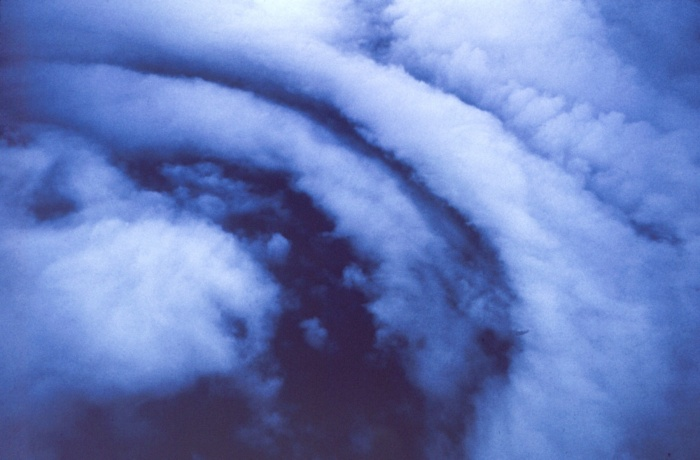
L'ull de l'huracà Debbie el 20 d'agost.

No va haver cap candidat a ser sembrat fins al 1969 que és aprofitar per millorar l'equip. Es va deixar d'utilitzar el primitiu mètode d'escampar manualment el gel sec per passar a utilitzar coets carregats amb iodur d'argent, i llavors els dispositius eren montats com a armes en les ales dels avions que disparen iodur d'argent dins dels núvols. També es va millorar l'equip d'observació. Les dades de reconeixement addicionals van servir per modificar la hipòtesi de treball. La teoria nova té en compte les torres de cúmuls de fora la paret de l'ull. Segons la teoria revisada, sembrant les torres, s'alliberaria el calor latent. Això provocaria l'inici d'una convecció nova que generaria llavors un mur de l'ull nou. En haver una nova paret de l'ull fora de l'original, la primera paret de l'ull seria ofegada d'energia i s'enfonsaria. A més a més, des que la paret de l'ull nou és més ample que el vell, els vents serien menors a causa d'una diferència de pressió menys marcada.
L'Huracà Debbie va proporcionar la millor oportunitat de provar les bases del projecte Stormfury. En molts sentits era la tempesta idònia per ser sembrada: no amenaçava terra ferma; passava dins del rang d'acció de les aeronaus de sembra; i era una tempesta intensa amb un ull definit. El 18 d'agost i el 20 d'agost de nou, tretze avions es van enlairar cap a tempesta per controlar-la i semblar-la. El primer dia, la velocitat del vent va caure un 31%. El segon dia, la velocitat del vent va caure un 18%. Ambdues modificacions eren coherents amb la hipòtesi de treball de Stormfury. En efecte, els resultats havien estat tan encoratjadors que es planejava "una gran expansió del programa d'investigació". Entre altres conclusions, una va ser la necessitat de la freqüència de sembra en intervals de prop d'una hora.
Durant les temporades de 1970 i 1971 no es va formar cap cicló que complís les premisses fixades per ser sembrat. Malgrat això, els avions es dirigiren cap a l'Huracà Ginger. El Ginger no era una tempesta adequada per la sembra a causa de la seva difusió, la naturalesa indistinta. La sembra no va produir cap efecte. Ginger es va convertir en l'última sembra duta a terme pel Project Stormfury.

## Després de les sembres

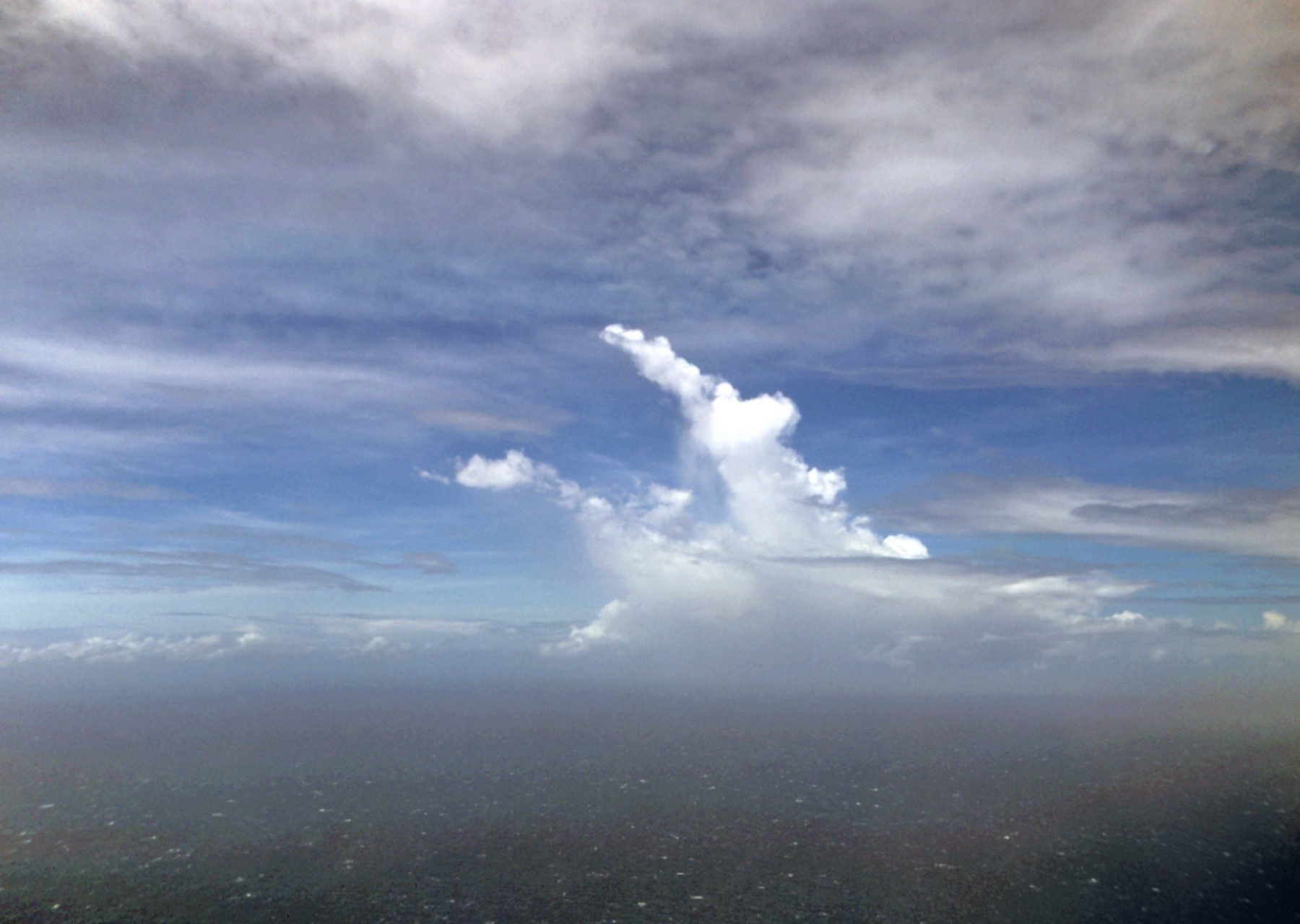
Stormfury dins de la tempesta tropical Dorothy.

Els huracans atlàntics que complien tots els criteris eren extremadament estranys, la qual cosa dificultava molt que l'"èxit" amb l'huracà Debbie es repetís. Mentrestant, l'evolució de la meteorologia va anar obstaculitzaven la causa de la modificació d'huracans.
A principis de la dècada dels anys 1970, l'Armada va abandonar el projecte. Stormfury va redirigir els seus esforços en la comprensió, més que la modificació, del ciclons tropicals. Alhora, la flota d'aeronaus del projecte s'acostava a la fi de les seves operacions en aquest projecte. Es van adquirir dos Lockheed P-3 per un cost total de 30 milions de dòlars (any desconegut). A causa que els huracans atlàntics que complien els requisits de seguretat eren extremadament escassos, es va acordar moure Stormfury al Pacífic per a experimentar amb un reguitzell de tifons de la zona. Aquest canvi de pla exigia molts dels requisits de seguretat que s'havien aplicat, però amb la diferència que el nombre potencial de subjectes era molt més gran.
El pla va recomençar de nou el 1976 i va sembrar tifons volant des de Guam. Tanmateix, el pla va ser bloquejat per qüestions polítiques. La república Popular de la Xina va anunciar que no seria feliç si un tifó sembrat canviés el seu curs i fes recalada a les seves costes, mentre que el Japó es va declarar disposat a suportar les dificultats causades pels tifons, perquè aquest país pateix més de la meitat de les precipitacions dels ciclons tropicals.
Es van paralitzar també els projectes similars d'operar Stormfury al Pacífic nord-est o a Austràlia.

## Errors en les hipòtesis
S'havien detectat abans múltiples parets de l'ull en huracans molt forts com el Tifó Sarah i l'Huracà Donna, encara que els ulls dobles es presentaven normalment en sistemes molt intensos. Les parets de l'ull dobles també s'observaren en algunes tempestes després de ser sembrades. Però al mateix temps, només hi havia canvis extrems en el diàmetre de la paret de l'ull, més enllà dels suposats sembrats reeixits, quan hi havia canvis bruscos d'intensitat. Era controvertit si la creació de parets de l'ull secundaris era provocat per la sembres o només era part del cicle natural. Bàsicament, si es demostrava que els resultats de la sembra només es produïen molt rarament en ciclons tropicals no sembrats, seria la constatació que el Projecte Stormfury tenia èxit. Per contra, si era un fet comú en sistemes sense sembrar, llavors es posaria en dubte la hipòtesi rectora i les suposicions que regien el Projecte Stormfury.
Les dades i les observacions van anar desacreditant progressivament les hipòtesis amb les que es treballaven en el projecte Stormfury. Començant amb els huracans Anita i David, en els vols de les aeronaus dels caçadors d'huracans es registraren successos similars als que es produïen en tempestes sembrades "reeixidament". Anita mateix tenia unes parets concèntriques molt dèbils i David encara més extremes. L'agost de 1980, l'Huracà Allen va sobrepassar l'Atlàntic, el Carib i el Golf de Mèxic; també va patir canvis en el diàmetre del seu ull i va desenvolupar diverses parets de l'ull. Aquest comportament seria coherent si Allen hagués estat sembrat. Així doncs, el resultats del sembrats de Stormfury ja s'estaven donant per si sols a la natura.
Altres observacions en els huracans Anita, David, Frederic i Allen, també van descobrir que els ciclons tropicals tenen molt poca aigua superrefredada i un gran nombre de cristalls de gel. La raó per la qual els ciclons tenen poca aigua superrefredada és que els corrents d'aire dins un sistema són massa dèbils per evitar que l'aigua precipiti en forma de pluja o gel. Com que el núvol de sembrat necessitava aigua superrefredada per funcionar, en haver una quantitat insuficient d'aquesta conduïa que el sembrat no provoqués cap efecte.
Aquelles observacions posaren en dubte les bases del Projecte Stormfury. A mitjans de 1983, Stormfury va ser finalment cancel·lat després que la hipòtesi rectora fos desmuntada.

## Llegat
En el sentit de debilitar huracans per reduir la seva destructivitat, el projecte Stormfury va ser un complet fracàs perquè no distingien entre fenòmens naturals en els ciclons tropicals i l'impacte de la intervenció humana. Es van gastar milions de dòlars provant de fer l'impossible. En definitiva, el "[Projecte] Stormfury va tenir dos defectes fatals: no era ni microfísicament ni estadísticament realitzable."
A més a més, Stormfury havia estat el principal benefactor del finançament de la Divisió de Recerca d'Huracans (HRD). Mentre el projecte va estar operatiu, el pressupost de l'HRD va ser al voltant de 4 milions d'USD (1975 USD, 16,2 milions 2010 USD), amb un equip d'aproximadament 100 persones. Avui, el HRD disposa de 30 empleats i un pressupost d'uns 2,6 milions anuals.
Tanmateix, el projecte Stormfury també va donar bons resultats. El coneixement après durant els vols han demostrat ser inestimables desemmascarant les seves hipòtesis. Els resultats científics han permès tenir un millor coneixement dels ciclons tropicals. A més a més, els Lockheed P-3 eren perfectament adequats per a recollida de dades sobre ciclons tropicals, permetent uns millors pronòstics meteorològics d'aquestes tempestes monstruoses. Aquells avions encara són utilitzats avui dia per NOAA.
Segons un article de 2007 de la revista estatunidenca The Atlantic, el president cubà Fidel Castro va al·legar que el projecte Stormfury va ser un intent de militaritzar els huracans.